# Aulàcids
Els aulàcids (Aulacidae) són una família cosmopolita d'himenòpters apòcrits formada per 3 gèneres actuals que contenen unes 200 espècies conegudes. Són principalment endoparasitoides de vespes de la fusta (Xiphydriidae) i escarabats xilòfags (Cerambycidae i Buprestidae). Tot i que rarament se les troba en grup, poden ésser localment abundants en zones en procés de tala d'arbres o en incendis forestals. Hi ha un ric registre fòssil d'Aulacidae, fet que indica que foren molt abundants en el Mesozoic.

## Característiques
Estan estretament relacionats amb la família Gasteruptiidae, comparteixen la característica de tenir les tergites metasomals primera i segona fusionades i tenir el cap en un llarg coll. Respecte a aquestes últimes, no són tan primes i allargades com els exemplars de la família Gasteruptiides, ni les seves potes posteriors s'assemblen a una maça, però tenen un tòrax més esculpit. També comparteixen amb les Gasteruptiides la característica de tenir l'evaginació afegida al metasoma molt per sobre de les potes posteriors al propodeum.